# BPEL
BPEL (англ. Business Process Execution Language) — язык на основе XML для формального описания бизнес-процессов и протоколов их взаимодействия между собой. BPEL расширяет модель взаимодействия веб-служб и включает в эту модель поддержку транзакций.
В общем виде конфигурация BPEL-проекта выглядит следующим образом:
- BPEL-визуальный редактор;
- Сервер управления бизнес-процессами.

Основные файлы BPEL-проекта:
- .bpel — логический синтез и координация веб-служб. Фактически алгоритм исполнения бизнес-процесса. (его графическое представление напоминает блок-схему и диаграмму потоков данных в одном лице).
- .wsdl — описание интерфейсов для обмена сообщениями. «Как достичь веб-службы» (WSDL).
- .xsd — описание структур данных проекта (XML Schema).

## История
Фирмы IBM и Microsoft определили два довольно схожих языка, WSFL и Xlang, соответственно. Рост популярности BPML, успех BPMI.org и открытое движение BPMS вынудили Intalio Inc., IBM и Microsoft принять решение объединить эти языки в новый язык — BPEL4WS. В апреле 2003, BEA Systems, IBM, Microsoft, SAP и Siebel Systems передали BPEL4WS 1.1 OASIS для стандартизирования по Web Services BPEL Technical Committee. Хотя BPEL4WS появился сразу в версиях 1.0 и 1.1, технический комитет WS-BPEL OASIS проголосовал 14 сентября 2004 назвать спецификацию WS-BPEL 2.0. Это изменение было сделано, чтобы выровнять BPEL с другими стандартами веб-сервисов, которые по соглашению об именовании начинаются на WS-.
В июне 2007, Active Endpoints, Adobe, BEA, IBM, Oracle и SAP опубликовали спецификации BPEL4People и WS-HumanTask, где описывалось как может быть реализовано в BPEL взаимодействие с людьми.
О дальнейшем направлении разработки BPEL разгорается жаркая дискуссия. Необходимость добавить семантику в BPEL в форме WS-HumanTask и прочего только подчёркивает тот факт, что BPEL никогда не был полноценным языком.

## Пример BPEL
Гипотетический пример. BPEL-последовательность mathProcess принимает переменную $numIn возводит её в квадрат и возвращает результат в переменной $numOut.
```
 
<process
 
name=
"mathProcess"
 
targetNamespace=
"http://example.com/ws-bp/math"

 
xmlns=
"http://docs.oasis-open.org/wsbpel/2.0/process/executable"
 

 
xmlns:math=
"http://manufacturing.org/wsdl/math"
>

    
<partnerLinks>

        
<partnerLink
 
name=
"Math"
 
partnerLinkType=
"math:exampleMath"
 
myRole=
"mathService"
 
/>

    
</partnerLinks>

    
<variables>

        
<variable
 
name=
"numIn"
   
messageType=
"math:unsignedInt"
/>

        
<variable
 
name=
"numOut"
  
messageType=
"math:unsignedInt"
/>

        
<variable
 
name=
"num"
     
type=
"xsd:unsignedInt"
/>

    
</variables>

    
<sequence>

        
<receive
 
partnerLink=
"Math"
 
portType=
"math:mathPort"
 
operation=
"secondDegree"
 
variable=
"numIn"
 
createInstance=
"yes"
/>

        
<assign
 
name=
"LoopCounterIncrement"
>

          
<copy>

             
<from>
$numIn.request
</from>

             
<to
 
variable=
"num"
/>

          
</copy>

          
<copy>

             
<from>
$num
 
*
 
$num
</from>

             
<to
 
variable=
"numOut"
 
part=
"response"
/>

          
</copy>

        
</assign>

        
<reply
 
operation=
"secondDegree"
 
partnerLink=
"Math"
 
portType=
"math:mathPort"
 
variable=
"numOut"
/>

    
</sequence>

 
</process>

```

### Стандарты
- Страница OASIS WSBPEL TC
- Список текущих вопросов OASIS WSBPEL TC
- Свежие копии спецификаций OASIS WSBPEL TC
- Спецификация BPEL4WS 1.1